# Jordanoleiopus alboreductus
Jordanoleiopus alboreductus es una especie de escarabajo longicornio del género Jordanoleiopus, tribu Acanthocinini, familia Cerambycidae. Fue descrita científicamente por Lepesme & Breuning en 1953.

## Distribución
Se distribuye por Costa de Marfil y Ghana.

## Descripción
La especie mide 7 milímetros de longitud. El período de vuelo ocurre en el mes de junio.